# Couture-sur-Loir
Couture-sur-Loir è un ex comune francese di 421 abitanti situato nel dipartimento del Loir-et-Cher nella regione del Centro-Valle della Loira.
Nel suo territorio vi è la confluenza del Braye nel Loir.
Il 1º gennaio 2019 è stato assorbito, insieme al comune di Tréhet, nel nuovo comune di Vallée-de-Ronsard.

## Società

### Evoluzione demografica
Abitanti censiti